# Liste der Erzbischöfe von Oviedo
Die folgenden Personen waren Bischöfe und Erzbischöfe von Oviedo (Spanien):
- Adulfo (802–812)
- Gomelo I. (852)
- Serrano (853–858)
- Hermenegildo I. (881)
- Gomelo II. (905–909)
- Flaciano (909–912)
- Oveco I. (913–920)
- Hermenegildo II. (921)
- Oveco II. (922–953)
- Diego (962–968)
- Bermudo (976–991)
- Gudesteo (991–996)
- Agda (−1024)
- Ponce (1025–)
- Froilan (1034–)
- Arias (1073–1094)
- Martin I. (1094–1101)
- Pelayo (1098–1129)
- Alfonso (1129–1142)
- Martin II. (1143–1156)
- Pedro I. (1156–1175)
- Rodrigo (1175–1188)
- Menendo (1188–1189)
- Juan González (1189–1243)
- Pedro II. (1251–1269)
- Fernando Martínez (1269–1275)
- Alvero (1275) (Elekt)
- Fredolo (1275–1284)
- Peregrino (1286–1289)
- Miguel (1289–1292)
- Fernando Álvarez (1293–1295) (1. Mal)
- Fernando Alfonso (1295–1301)
- Fernando Álvarez (1302–1321) (2. Mal)
- Odón (1323–1328)
- Juan de Campo (1328–1332)
- Juan Sancho (1332–1345)
- Alfonso II (1345–1348)
- Sancho (1348–1369)
- Gutierre de Toledo (1377–1389)
- Guillermo García Manrique (1389–1412)
- Álvaro (1397–1412)
- Diego Ramírez de Guzmán (1412–1441)
- García Enríquez Osorio (1441–1442)
- Diego Rapado (1442–1444)
- Iñigo Manrique de Lara (1444–1457) (Haus Manrique de Lara)
- Rodrigo Sánchez de Arévalo (1457–1467)
- Juan Díaz de Coca (1467–1470)
- Alfonso de Palenzuela (1469–1475)
- Gonzalo de Villadiego (1485–1487)
- Juan Arias de Villar (1487–1498)
- Juan Daza (1498–1502)
- García Ramírez Villaescusa (1502–1508)
- Valeriano Ordóñez Villaquirán (1508–1512)
- Diego de Muros (1512–1525)
- Francisco Mendoza (1525–1527) (auch Bischof von Zamora)
- Diego Acuña (1527–1532)
- Fernando de Valdés y Salas (1532–1539) (auch Bischof von León)
- Martín Tristán Calvete (1539–1546)
- Cristóbal de Rojas y Sandoval (1546–1556) (auch Bischof von Badajoz)
- Jerónimo Velasco (1556–1566)
- Juan Ayora (1567–1569)
- Gonzalo Solórzano (1570–1580)
- Francisco Antonio Orantes Vélez OFM (1581–1584)
- Diego Aponte Quiñones OS (1585–1598) (auch Bischof von Málaga)
- Gonzalo Gutiérrez Montilla (1598–1602)
- Alonso Martínez de la Torre OS (1603–1604)
- Juan Alvarez de Caldas (1605–1612) (auch Bischof von Ávila)
- Francisco de la Cueva OSA (1612–1615)
- Alonso Martín de Zuñiga (1616–1623) (auch Bischof von Osma)
- Juan Torres de Osorio (1624–1627) (auch Bischof von Valladolid)
- Juan Pereda Gudiel (1627–1632)
- Martín Carrillo Alderete (1633–1636) (auch Bischof von Osma)
- Antonio Valdés Herrera (1636–1641) (auch Bischof von Osma)
- Bernardo Caballero Paredes (1642–1661)
- Ambrosio Ignacio Spínola y Guzmán (1665–1667) (auch Erzbischof von Valencia)
- Diego Sarmiento de Valladares (1668)
- Alfonso de Salizanes y Medina (1669–1675)
- Alonso Antonio de San Martín (1675–1681)
- Simón García Pedrejón (1682–1696)
- Tomás Reluz (1697–1706)
- José Fernández del Toro (1707–1719)
- Antonio Maldonado Minoja (1720–1722)
- Tomás José Ruiz Montes (1723–1724) (auch Erzbischof von Cartagena)
- José Hendaya Haro (1724–1729)
- Juan Garcia Avello y Castrillón (1730–1744)
- Gaspar José Vázquez Tablada (1745)
- Felipe Martín Ovejero (1750–1753)
- Juan Francisco Manrique Lara (1754–1760) (auch Bischof von Plasencia)
- Augstín González Pisador (1760–1791)
- Juan Llano Ponte (1791–1805)
- Gregorio Hermida y Gamba (Camba) (1806–1814)
- Gregorio Ceruelo la Fuente (1815–1836)
- Ignacio Díaz Caneja (1848–1856)
- Juan de la Cruz Ignacio Moreno y Maisonave (1857–1863) (auch Erzbischof von Valladolid)
- José Luis Montagut Rubio (1863–1868) (auch Bischof von Segorbe)
- Benito Sanz y Forés (1868–1881) (auch Erzbischof von Valladolid)
- Sebastián Herrero Espinosa de los Monteros (1882–1883) (auch Bischof von Córdoba)
- Ramón Martínez y Vigil OP (1884–1904)
- Francisco Javier Baztán y Urniza (1904–1920)
- Juan Bautista Luis y Pérez (1921–1934)
- Justo Antonino de Echeguren y Aldama (1935–1937)
- Manuel Arce y Ochotorena (1938–1944) (auch Erzbischof von Tarragona)
- Benjamín de Arriba y Castro (1944–1949) (auch Erzbischof von Tarragona)
- Francisco Javer Lauzurica y Torralba (1949–1964) (erster Erzbischof ab 1954)
- Vicente Enrique y Tarancón (1964–1969) (auch Erzbischof von Toledo)
- Gabino Díaz Merchán (1969–2002)
- Carlos Osoro Sierra (2002–2009)
- Jesús Sanz Montes OFM (seit 2009)